# Іммануїл Меттер
Іммануїл Леонович Меттер (також Еммануїл, яп. エマヌエル・メッテル; нар. 28 лютого 1878, Херсон — пом. 28 серпня 1941, Лос-Анджелес, США) — український диригент єврейського походження, який працював в Китаї і Японії.

## Біографія
Народився 1878 року в єврейській купецькій сім'ї, справжнє ім'я — Менахем-Ман Юдович Меттер. Закінчив юридичний факультет Харківського імператорського університету в 1906 році і в вересні того ж року вступив до Петербурзької консерваторії слухачем. Серед вчителів Меттера були Микола Римський-Корсаков, Анатолій Лядов і Олександр Глазунов . Однак уже в травні 1907 року Меттер полишив навчання.
Надалі Меттер деякий час викладав у Москві, співпрацював як диригент з Большим театром. Потім він був запрошений диригентом в Казанську оперу, де одружився з тамтешньою прима-балериною Оленою Оссовською. У 1918 році подружжя переїхало до Харбіна, де Меттер очолив складений з місцевих європейців Харбінський симфонічний оркестр.
У березні 1926 року Меттер перебрався до Японії, де його дружина Олена вже деякий час викладала в школі традиційного японського жіночого шоу-театру «Такарадзука кагекідан». Спочатку він жив у Кобе в Накаяма-те, потім в мікрорайоні Культурне село Фукає. Спочатку Меттер обійняв пост диригента в оркестрі Осаки відділення радіомовної корпорації NHK, змінивши на цій посаді Генріха Веркмайстера. Того ж рокуі він також очолив аматорський, але значний в японській культурній ситуації оркестр Кіотського імператорського університету . Крім того, Меттер давав приватні уроки, і серед його учнів були великі японські музиканти — Такасі Асахіна і Рьоїті Хатторі, який назвав Меттера «батьком західної музики в регіоні Кінкі».
6 жовтня 1939 року Меттер покинув Японію, відпливши з Йокогами до Сполучених Штатів Америки . Він помер 1941 року від серцевого нападу в Західному Голлівуді (Лос-Анджелес).